# Tylodesmus studeri
Tylodesmus studeri är en mångfotingart som beskrevs av Carl 1913. Tylodesmus studeri ingår i släktet Tylodesmus och familjen Chelodesmidae.

## Underarter
Arten delas in i följande underarter:
- T. s. alticola
- T. s. ivoiriensis